# ويلهلم هاين
ويلهلم هاين (بالألمانية: Wilhelm Heine)‏ هو رسام وضابط ألماني، ولد في 30 يناير 1827 في درسدن في ألمانيا، وتوفي في 5 أكتوبر 1885 في Kötzschenbroda ‏ في ألمانيا.

## معرض صور

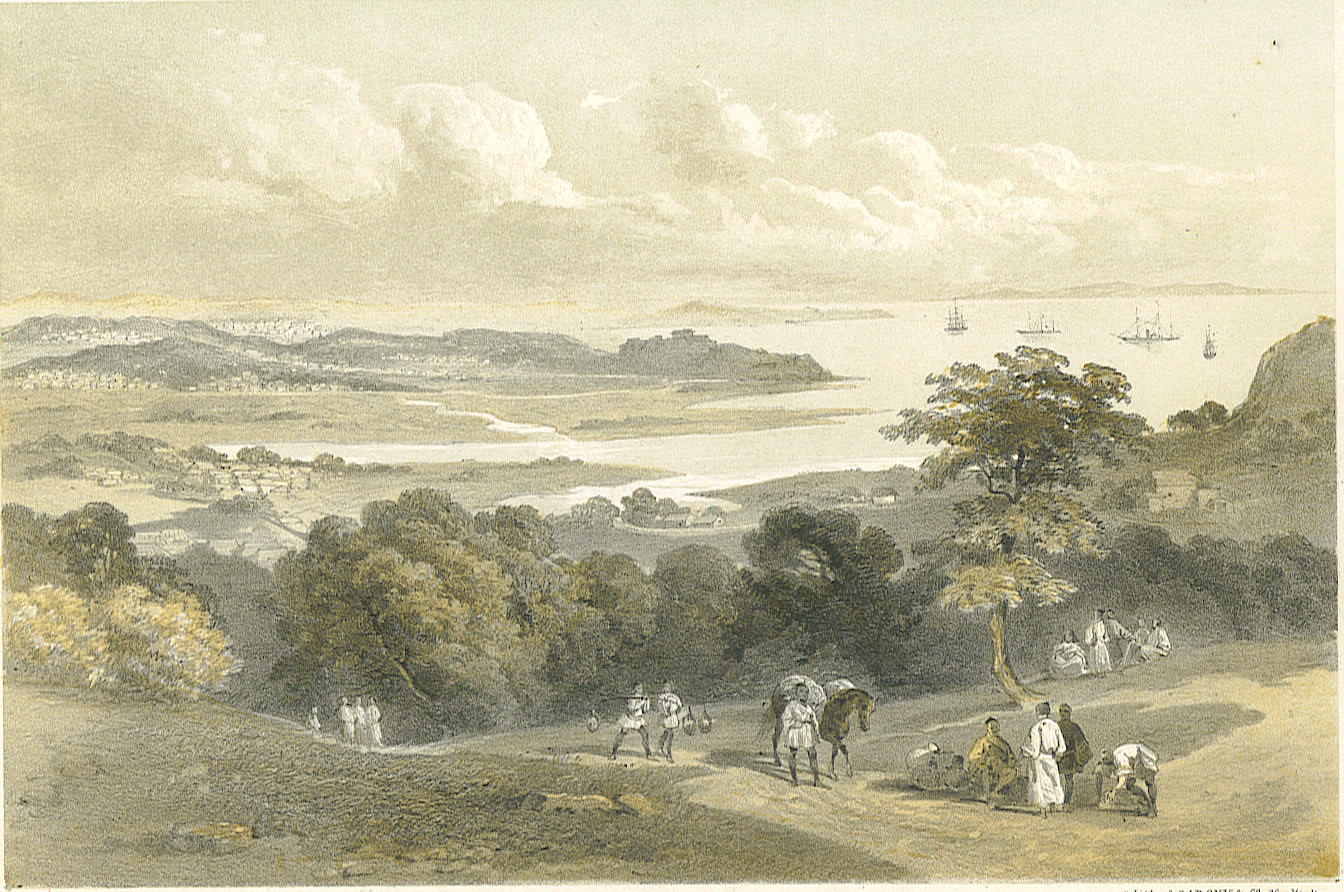
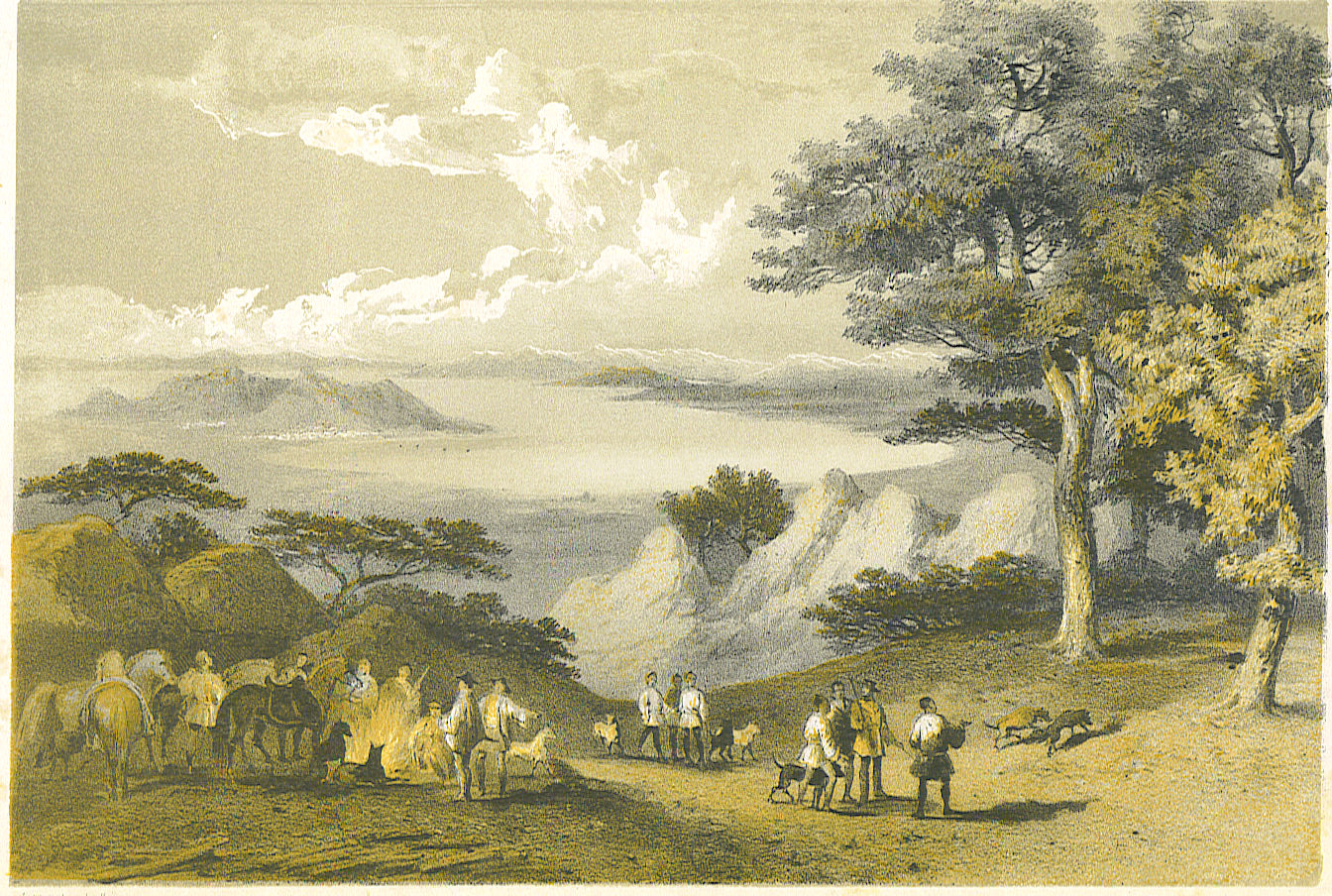
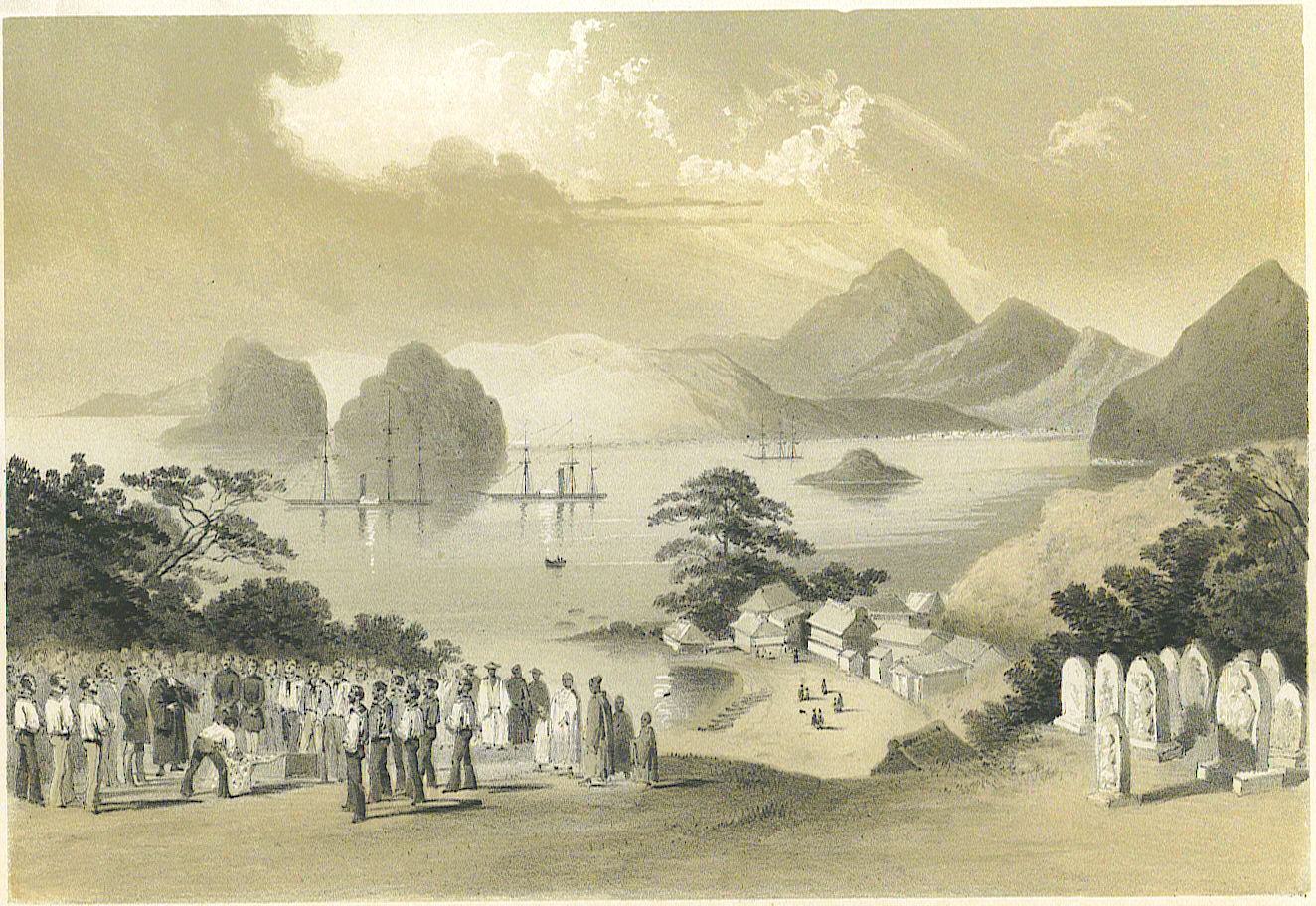